# Trichogypsia

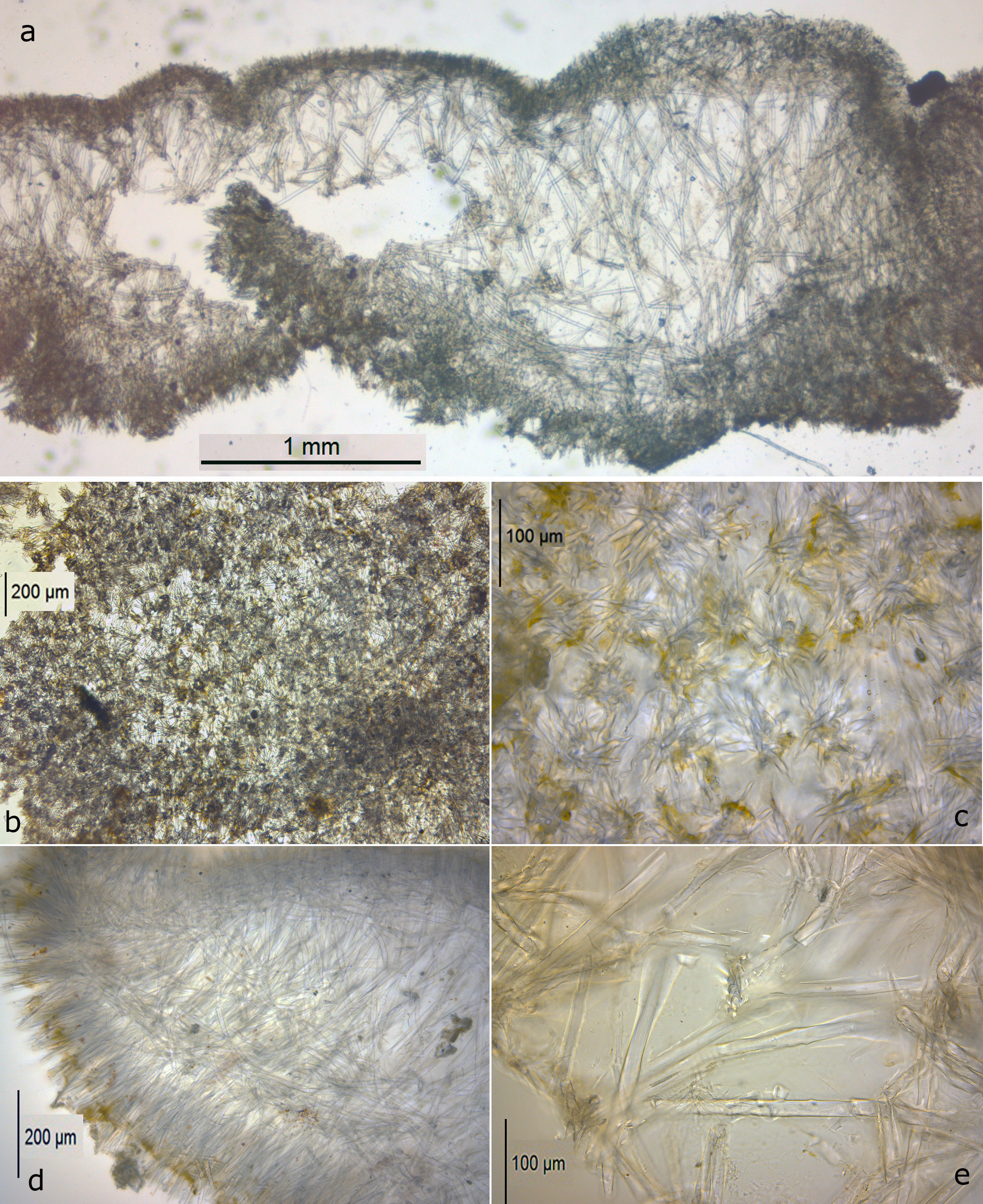

Trichogypsia és un gènere d'esponja calcària de la familia Trichogypsiidae. Aquest gènere va ser descrit per primera vegada per Herbert James Carter el 1871.

## Taxonomia
El gènere inclou diverses espècies,
- Trichogypsia alaskensis
- Trichogypsia incrustans
- Trichogypsia villosa